# Tom Wilson (DJ)
Tom Wilson (* 9. Oktober 1951 in Schottland; † 25. März 2004 in Edinburgh) war ein britischer DJ und Musikproduzent. Sein größter kommerzieller Erfolg wurde die 1995er Single Technocat.

## Werdegang
Tom Wilson wurde zunächst als Radio-DJ bekannt. Seine Dance-Music-Show Steppin’ Out war ab 1985 14 Jahre lang auf Forth FM Radio zu hören und wurde mehrfach ausgezeichnet. Obwohl die Sendung nur in Ost- und Zentral-Schottland empfangen werden konnte, wurde Wilson international bekannt, weil einige Fans Aufzeichnungen bis Australien, Kanada und Hongkong verschickten.
Neben seinem Job beim Radio arbeitete der Schotte als Club-DJ und reiste durch das ganze Land, trat aber auch auf Events auf. Anfang der 1990er Jahre entwickelte sich Tom Wilson zu einem gefragten Musikproduzenten. In den nächsten Jahren veröffentlichte er eine Vielzahl eigener Kompilationen, wie Bouncin’ Beats und Bouncin’ Back. Mit der Single Techno Cat gelang 1995 der Sprung in die deutschen und britischen Top 40, Let Your Body Go schaffte es 1996 im Vereinigten Königreich immerhin noch auf Platz 60, U Got the Passion platzierte sich 1998 auf Rang 92.
Nach kurzzeitigen Engagements bei anderen schottischen Radiostationen, darunter Beat 106 und Real Radio, kehrte Wilson 2003 als Musikchef zu Forth FM Radio zurück und übernahm mehrere Sendungen. Er starb am 25. März 2004 nach kurzer Krankheit an einem Herzinfarkt.

## Diskografie

### Alben und Kompilationen
- 1993: Tom Wilson’s Bouncin’ Beats
- 1994: Tom Wilson’s Bouncin’ Beats 2
- 1995: Tom Wilson’s Bouncin’ Beats 3
- 1995: Tom Wilson’s Tartan Techno
- 1996: Fired
- 1996: Tonz of Tekno
- 1996: Rez VI (Lenny Dee & Tom Wilson)
- 1997: Tom Wilson’s Tartan Techno 2
- 1999: Playhard
- 2002: Bouncin’ Back – Tom Wilson's Old Skool Anthems
- 2003: Bouncin’ Back 2 – The Anthems
- 2004: Bouncin’ Back 3 – The Anthems
- 2004: Tom Wilson’s Planet Love

### Singles und EPs
- 1993: Bounce Your Body
- 1994: Techno Cat
- 1995: Heart and Soul (Tom Wilson & F. K. B. presents T. S. D.)
- 1995: Andiamo
- 1995: Let Your Body Go
- 1996: The Phantasy
- 1996: Leave You Wanting More (Komplex feat. Tom Wilson)
- 1997: The Way I Feel (Soundhouse feat. Tom Wilson)
- 1998: U Got the Passion (Tom Wilson vs. TTF)
- 1999: Give Me Your Lovin (Sweet Sensation) (The Time Frequency vs. Tom Wilson)
- 2005: Techno Cat 3002